# كنيدوس

بانوراما لكنيدوس

كنيدوس (وهي الآن تدعى تكر) هي مدينة قديمة في إقليم كاريا في آسيا الصغرى، وتقع في أقصى طرف شبه الجزيرة الطويلة التي تشكل الجانب الجنوبي لسينوس كيراميكوس أو خليج كوس. وبني جزء منها على الأرض الرئيسية وجزء منها على جزيرة تروبيون أو رأس كريو، والتي اتصلت قديما بالقارة بطريق وجسر، والآن عن طريق برزخ رملي ضيق. بواسطة الطريق تحولت القناة بين الأرض الرئيسية والجزيرة إلى ميناءين، الذي يعرف الأكبر منها أو الجنوبي الآن بميناء فريانو، والذي تم تطويقه بكاسرات أمواج قوية لا تزال في كاملها بحالة جيدة. وكان الطول الأقصى للمدينة أقل من ميل قليلا، والمنطقة الداخلية الكاملة ما زالت مغطاة بالبقايا المعمارية. الحيطان يمكن تتبعها عبر محيطها الكامل؛ وهي محفوظة جيدا في العديد من الأماكن، وبالأخص حول الأكروبوليس في الزاوية الشمالية الشرقية من المدينة.

## التنقيبات

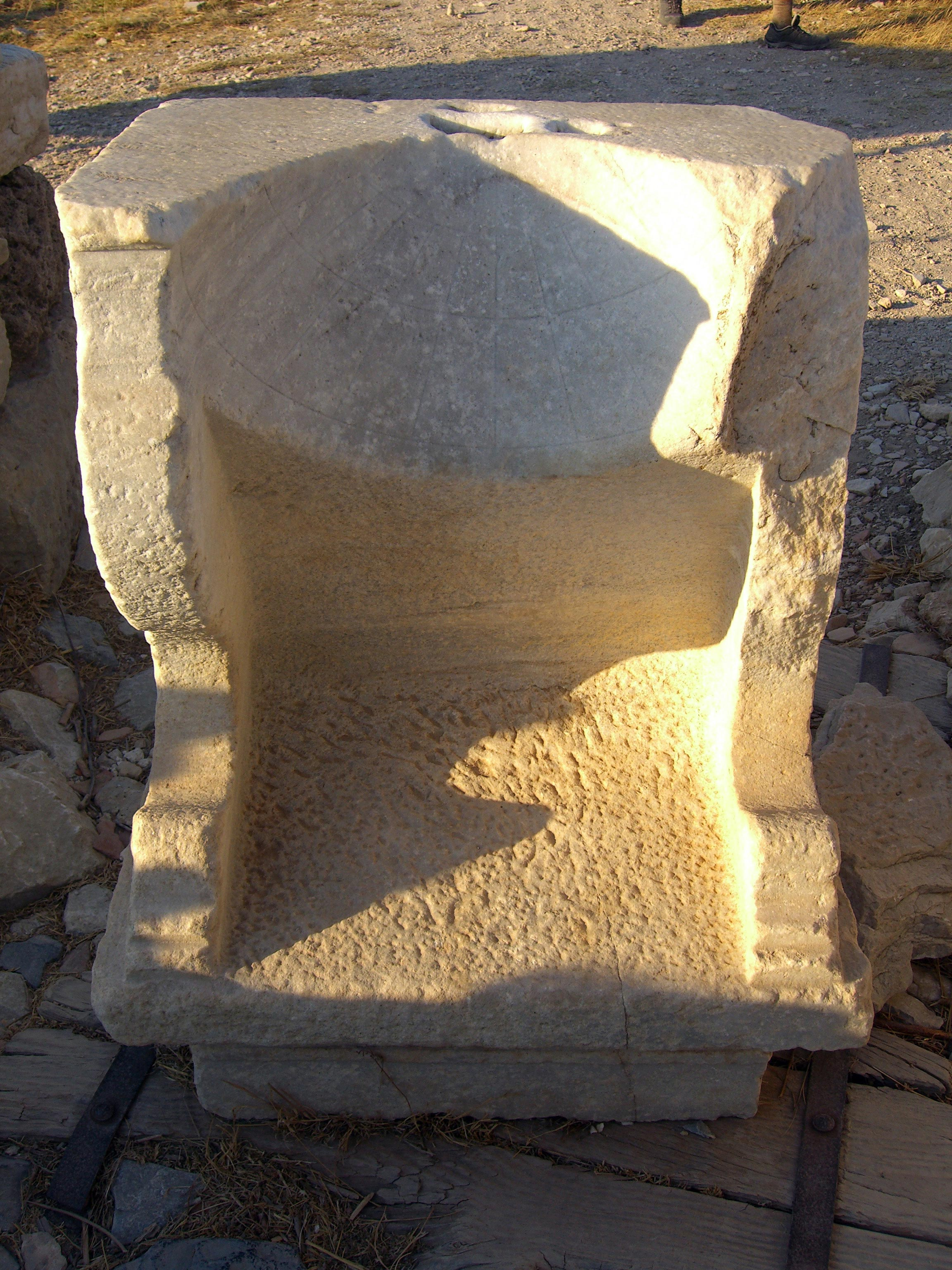
مزولة كنيدوس

يرجع الفضل في معرفتنا عن الموقع إلى مهمة جمعية ديليتانتي في عام 1812، ونفذ التنقيب تحت إمرة تشارلز توماس نيوتن بين عامي 1857-1858؛ لكن في السنوات الأخيرة أصبح محطة نداء للبواخر السياحية، التي يمكنها أن تحط بأمان في الميناء الجنوبي. وتم التعرف على الساحة العامة والمسرح والأوديوم ومعبد ديونيسوس، ومعبد الميوز ومعبد أفروديت وعدد كبير من البنايات البسيطة، والتخطيط العام للمدينة بشكل واضح للغاية. صنع لها براكسيتيليس تمثالا للإلهة أفروديت، وهو من أشهر تماثيله. وقد ضاع التمثال الأصلي، ولكن توجد منه نسخ لاحقة، وأفضلها موجود في معرض الفاتيكان. وفي داخل أسوار أحد المعابد اكتشف تشارلز توماس نيوتن تمثالا جالسا لديميتر، وهو معروض الآن في المتحف البريطاني؛ وعلى بعد حوالي ثلاثة أميال في المنطقة الجنوبية الشرقية للمدينة، عثر في إحدى الأطلال على قبر رائع وتمثال كبير لأسد منحوت من كتلة من الرخام البينتيلي، وبطول 10 أقدام (3 أمتار) وارتفاع 6 أقدام (1.8 متر)، الذي يظن أنه نصب لإحياء النصر البحري العظيم لكونون على اللاكيدايمونيين في عام 394 قبل الميلاد. ومن بين الآثار القديمة البسيطة المتحصل عليها من المدينة نفسها، أو من المقبرة العظيمة إلى الشرق، فإن أكثرها أهمية قد تكون ألواح اللعنات، التي عثر عليها في معبد ديميتر، ونسخت في ملحق المجلد الثاني لعمل نيوتن. ولا يزال الفلاحون يعثرون على آثار قديمة عديدة، وأصبح الموقع هدفا لعمليات تنقيب أكثر شمولا.

## تاريخ المدينة

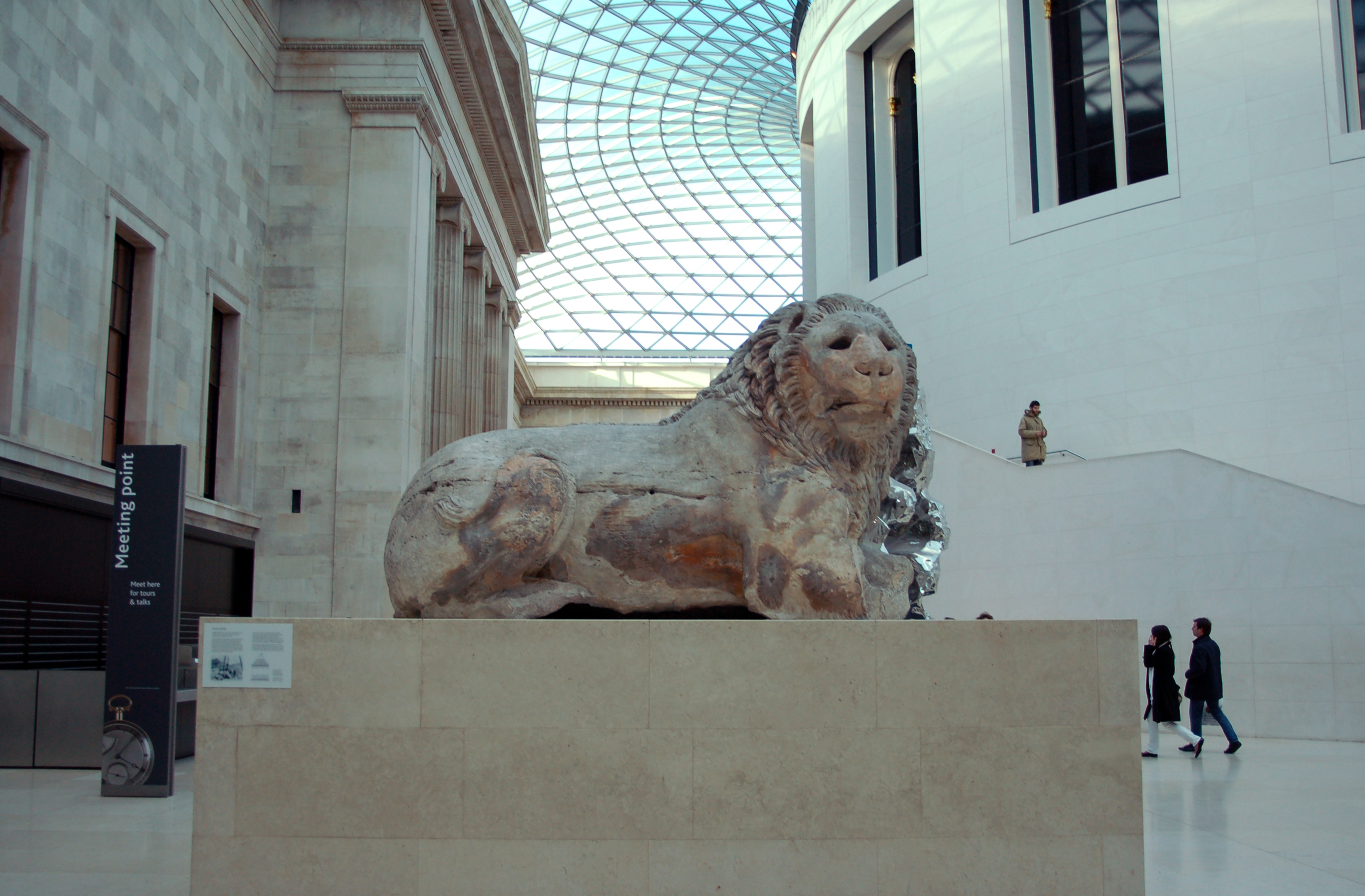
الأسد المرمري معروض في المتحف البريطاني في لندن.

كانت كنيدوس مدينة ذات تاريخ عريق ومن المحتمل أنها استوطنت من قبل اللاكيدايمونيين. وشكلت حلفا مع المدن الدورية الست والذي ضم هاليكارناسوس وكوس، ومدن ليندوس وكاميروس وياليسوس في جزيرة رودس، التي عقدت جمعياتها الاتحادية على رأس تريوبيان البحري، وعقدت والألعاب هناك تكريما لأبولو وبوسيدون والحوريات. وحكمت المدينة في بادئ الأمر بمجلس الشيوخ الأوليغاركي، ويتكون من ستين عضوا، وترأسها قضاة؛ ولكن مع أن النقوش أثبتت بأن الأسماء القديمة استمرت إلى فترة متأخرة جدا، فقد مر الدستور بتحولات شعبية. كان موقع المدينة مناسبا للتجارة، واكتسب الكنيديون ثروات كبيرة، وكانوا قادرين على استعمار جزيرة ليبارا، وأسسوا مدينة كوركيرا نيغرا في البحر الأدرياتيكي. وقد أذعنوا لقورش في النهاية، وكانوا خاضعين لأثينا من معركة يوريميدون إلى الجزء الأخير من الحرب البيلوبونسيسية. وفي 394 قبل الميلاد قاد كونون المعركة التي حطم فيها الهيمنة الإسبارطية. اكتسب الرومان ولاءهم بسهولة، وكافؤوهم على المساعدة التي قدموها ضد أنطيوخس بأن تركوا مدينتهم حرة تحكم نفسها. ويظهر أن عدد سكانها كان كبيرا خلال الفترة البيزنطية لأن الأطلال كانت تحتوي على عدد كبير من البنايات التي تعود إلى الأسلوب البيزنطي، ويكثر وجود القبور المسيحية في المدينة.
من بين أكثر أهل كنيدوس شهرة عبر التاريخ نجد يودوكسوس الفلكي، وكتيسياس وهو كاتب عن التاريخ الفارسي، وسوستراتوس باني المنارة المشهورة في الإسكندرية.